# Weihnachtspyramide

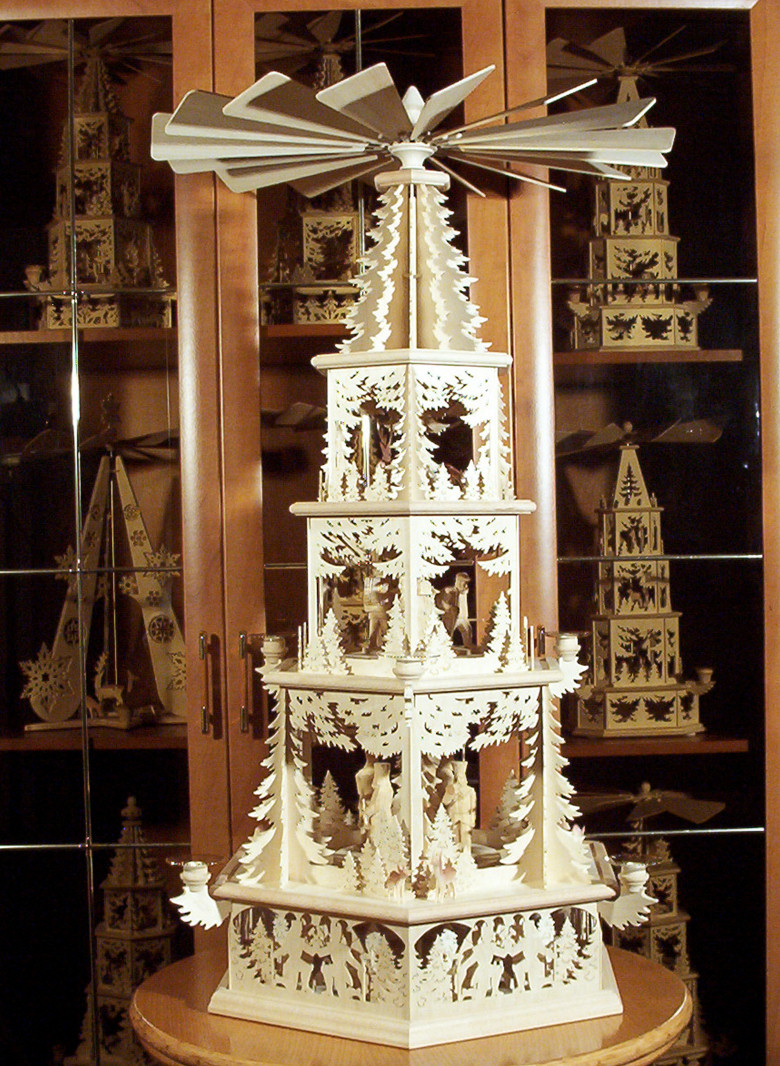
Mehrstöckige Pyramide aus Oberwiesenthal

Weihnachtspyramiden sind Lichtergestelle, die als vorweihnachtliche Raumdekoration und zum Schmuck von Plätzen im Freien verwendet werden. Herstellung und Gebrauch von Weihnachtspyramiden sind ursprünglich ein Bestandteil der Volkskunst und des Brauchtums im Erzgebirge. Die karussellartig aufgebauten Gestelle werden sowohl mit christlichen Motiven (wie z. B. Engelfiguren und Christi Geburt) als auch mit weltlichen Motiven (z. B. Bergleute und Waldmotive) angefertigt und werden traditionell mit Hilfe der aufsteigenden Wärme von den Kerzen angetrieben, die ein Flügelrad und den damit über einen Stab verbundenen Teller in Bewegung setzt.

## Aufbau

Darstellung ausgewählter Pyramidenbauarten

Weihnachtspyramiden werden üblicherweise aus Holz gefertigt und bestehen aus einem sich nach oben verjüngenden Gestänge auf einer vier- bis achteckigen Grundplatte. Im Inneren befindet sich eine senkrechte, mit einer Metallspitze in einer Glas- oder Keramik-Schale sitzende Welle, an der ein oder mehrere Teller befestigt sind. Auf diesen werden geschnitzte oder gedrechselte Figuren platziert.
Am oberen Ende der Welle befindet sich ein Flügelrad, das von Kerzen an der Außenseite der Pyramide angetrieben wird. Durch die von den Kerzen erwärmte, aufsteigende Luft werden das Flügelrad und die mit der Welle verbundenen Teller in Drehung versetzt. Traditionell drehen sich Weihnachtspyramiden im Uhrzeigersinn, seltener auch entgegen dem Uhrzeigersinn. Drehrichtung und -geschwindigkeit können durch die Flügelstellung beeinflusst werden.
Weihnachtspyramiden werden in unterschiedlichen Formen und Ausführungen, zumeist durch Schnitzen, Drechseln und Laubsägearbeit hergestellt. Zum Teil sind sie kunstvoll verziert und haben die Form eines Hauses mit Spitzdach, an dessen oberen Ende die Drehflügel herausragen. Andere sind als Etagenpyramiden mit mehreren Stockwerken für verschiedene (oft erzgebirgische) Figuren konstruiert, für deren Betrieb entsprechend mehr Kerzen nötig sind. Tischpyramiden haben zumeist einen Teller und können vom üblichen Aufbau abweichen.
Eine besondere Form ist die Flaschenpyramide, bei der sich die Pyramide – ähnlich einem Buddelschiff – in einer Glasflasche befindet.
Es werden auch Pyramiden aus Metallblech gefertigt. Bei diesen dreht sich nur das Flügelrad und daran befindliche Anhänger. Das Rad sitzt mit seinem mittigen Lagerdom auf einer Nadel.

## Geschichte

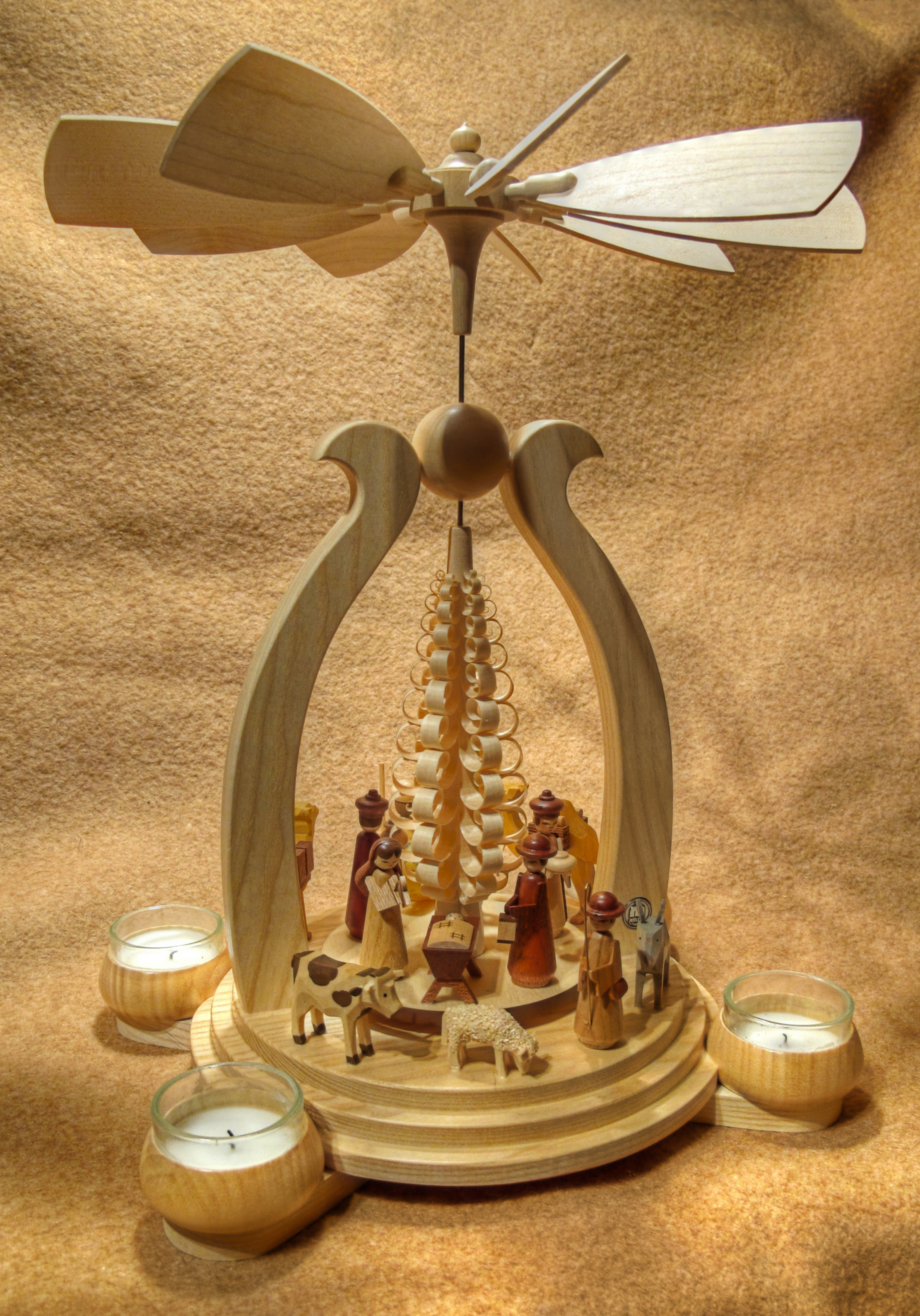
Einstöckige Pyramide mit Teelichtern

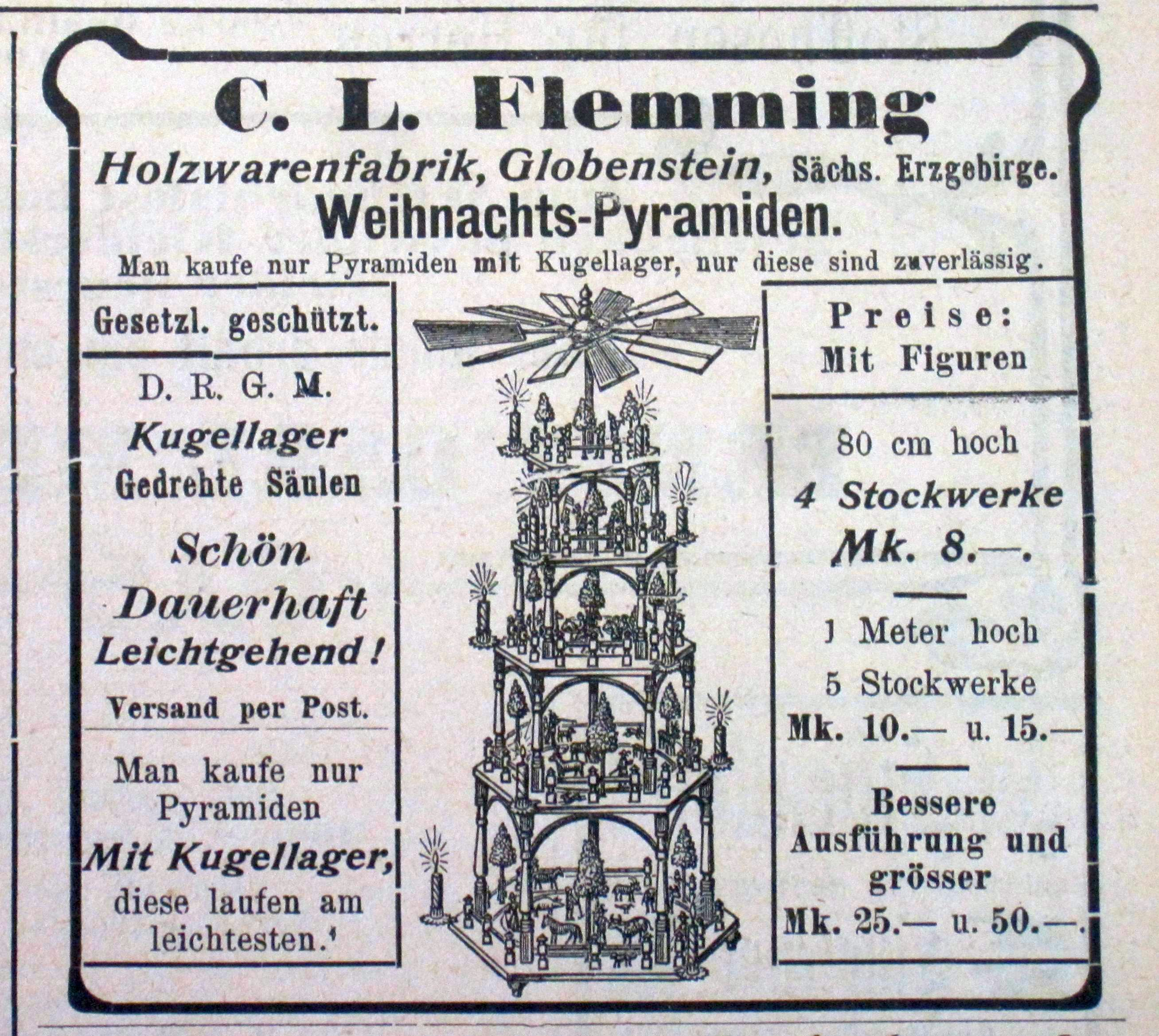
Werbung für Globensteiner Pyramiden im Jahr 1904

Als Vorläufer der Weihnachtspyramide wird der Drehbaum angesehen.
Die Entstehung der Weihnachtspyramide geht bis ins Mittelalter zurück. In dieser Zeit war es in Süd- und Westeuropa üblich, in der Wohnung immergrüne Zweige (z. B. Buchsbaum) aufzuhängen, um Unheil in der dunklen Zeit abzuwenden. In Nord- und Osteuropa versuchte man dies mit Hilfe der Kraft des Lichtes.
Die Weihnachtspyramide vereinte beide Bräuche und wurde vor allem im Erzgebirge zu einem Symbol für das Weihnachtsfest. Die in Deutschland im 18. Jahrhundert bekannten Lichtergestelle waren der Ursprung der heutigen Pyramiden. Sie bestanden aus vier mit grünen Zweigen umwundenen Stäben, die am oberen Ende zusammengebunden und mit Lichtern versehen waren. In vielen Dorfkirchen der Mark Brandenburg standen früher zur Christmette sich nach oben verjüngende Lattengerüste, die mit brennenden Kerzen besetzt und glitzernden Gegenständen behangen waren. Das Ausschmücken dieser Pyramiden und das Anzünden der Kerzenlichter war eine der Hauptaufgaben der damals gebildeten Leuchterbauer-Gesellschaften. Noch bis in die Mitte des 19. Jahrhunderts bildete die Berliner Weihnachtspyramide Perjamide (auch „märkische Pyramide“ oder „Perchtemite“) das Glanzstück der Weihnachtsbescherung in Berlin. Diese meist einfachen mit Tannengrün umwundenen pyramidenförmigen Draht- und Holzgestelle wurden geschmückt, dienten als Lichtträger und wurden auf Weihnachtsmärkten verkauft oder selbst hergestellt. Ende des 18. Jahrhunderts wurden diese Pyramiden in vielen bildlichen Darstellungen verwendet und galten im 19. Jahrhundert als „Markenzeichen“ des Berliner Weihnachtsmarktes. Nach den Befreiungskriegen fand in den Städten der Weihnachtsbaum zunehmend Verbreitung.
Bergleute des Erzgebirges interpretierten die Grundform nicht als einfachen Baum mit Lichtern, sondern fühlten sich an die Form eines Pferdegöpels erinnert. Sie begannen das innen leere Stabgestell mit handgearbeiteten Holzfiguren zu füllen und entwickelten so das Grundprinzip der Weihnachtspyramide. Allerdings lässt sich die Ansicht, dass die warmluftgetriebene Flügelpyramide – gemeinhin als Weihnachtspyramide bezeichnet – in Anlehnung an Modelle von Göpelwerken entstanden ist, nicht belegen.
Der Begriff Pyramide (erzgebirgisch: Peremett) für eine lichttragende Weihnachtsdekoration, die in der Kirche aufgestellt wurde, soll erstmals 1716 in der Schneeberger Stadt- und Bergchronik gebraucht worden sein. Dort heißt es rückblickend auf die Zeit vor der Renovierung der St. Wolfgangskirche, dass die Besucher der Christmette am 1. Weihnachtsfeiertag brennende Kerzen mit in die Kirche gebracht haben und dort die eitele und allerley Illumination liebende Jugend […] Pyramiden von lauter Lichtern aufgebauet hat. Bei diesen Pyramiden scheint es sich eher um eine Ansammlung von zahlreichen brennenden Kerzen in Form einer Pyramide, nicht um die Weihnachtspyramiden im heutigen Sinne gehandelt zu haben.
Als um 1830 das billige Paraffin entdeckt wurde, das die teuren Talgkerzen oder Rüböllämpchen ersetzte, mit denen die Pyramiden bis dahin angetrieben worden waren, erlebte die erzgebirgische Pyramide einen Aufschwung. Es entstand eine Vielzahl von Motiven und Stilen, wie z. B. gotischer und orientalischer Stil sowie das Waldmotiv. Auf die Teller stellte man Figuren aus zahlreichen Themengebieten, unter anderem die Geburt Christi, Bergparaden und Tiere des Waldes.

### Serienfertigung
Bis weit in das 20. Jahrhundert hinein waren Weihnachtspyramiden im Erzgebirge eher Einzelanfertigungen oder Kleinstauflagen von geschickten Handwerkern, die sie nebenbei zum Dazuverdienen herstellten. Von etwa 1900 an baute die Firma C. L. Flemming mit industriellen Methoden in Globenstein große mehrstöckige Pyramiden in Serie und verwendete dabei Restholz aus ihrer eigentlichen Produktion. Sie verschickte sie auf Bestellung mit der Post. Für ihre Pyramiden warb die Firma viel in Zeitungen, sie wurden als Globensteiner Pyramiden bekannt. Die Pyramiden hatten ein abstellbares Geläut.

## Großpyramiden

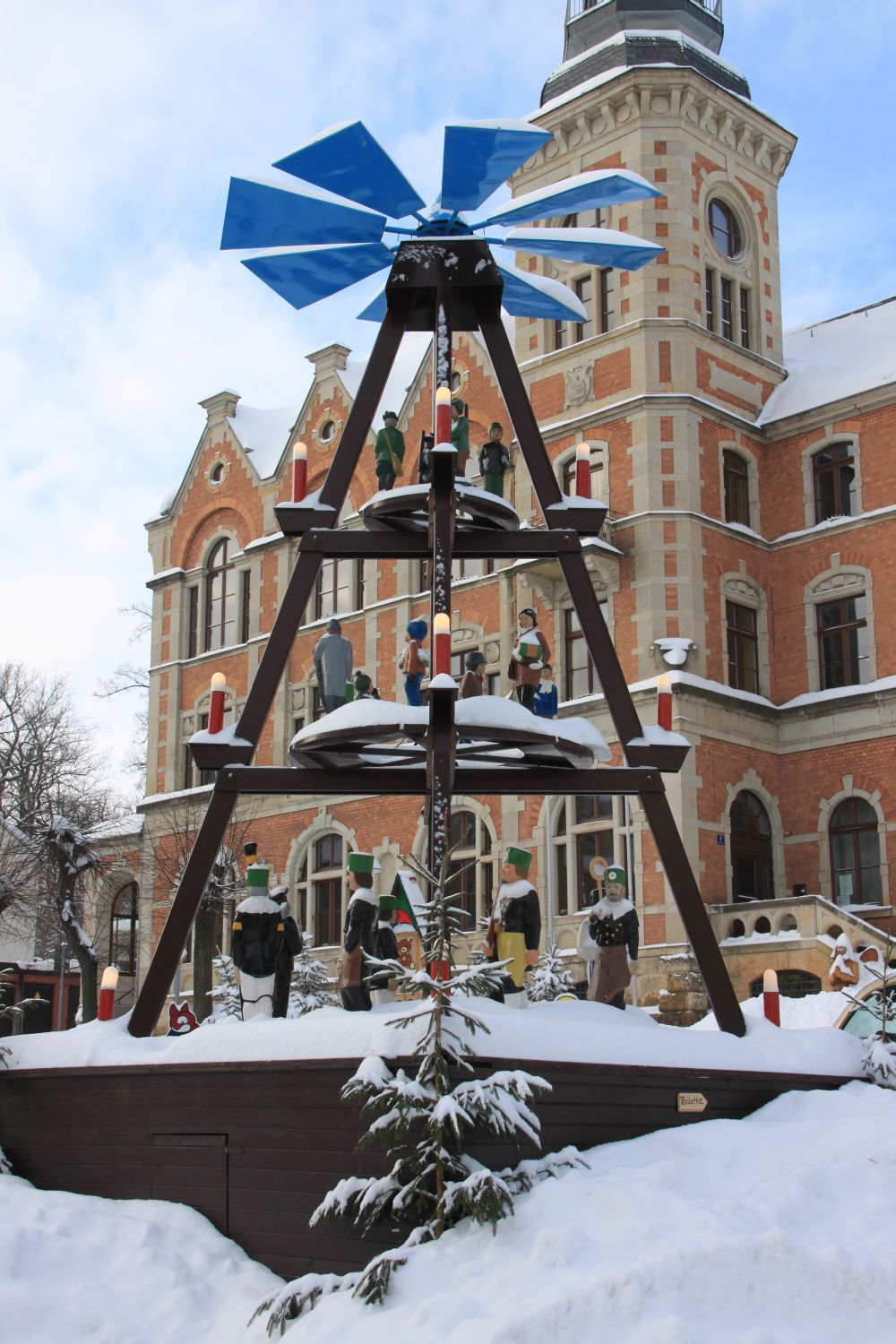
Stollberger Großpyramide, Baujahr 1975

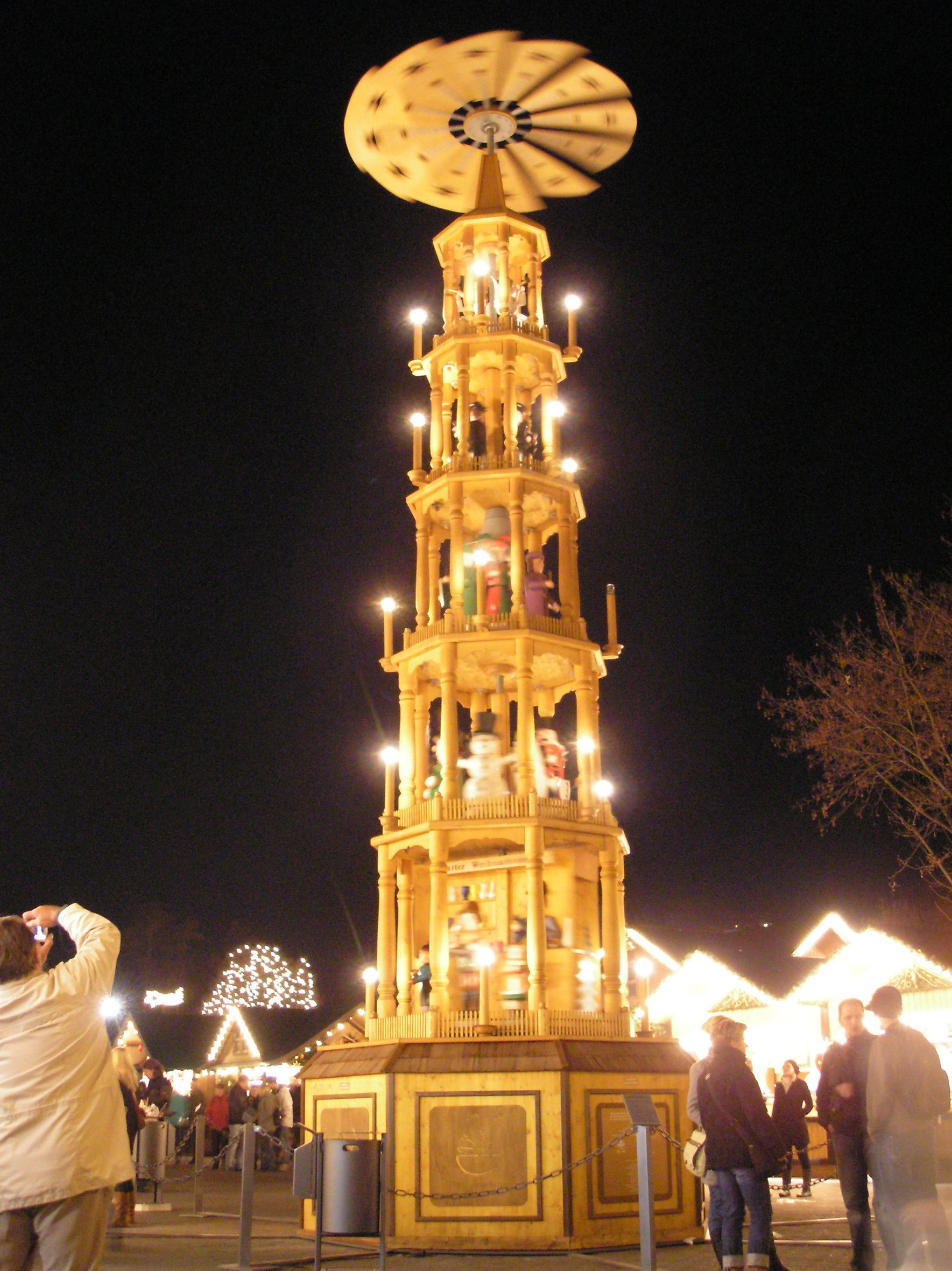
Großpyramide auf dem Erfurter Weihnachtsmarkt

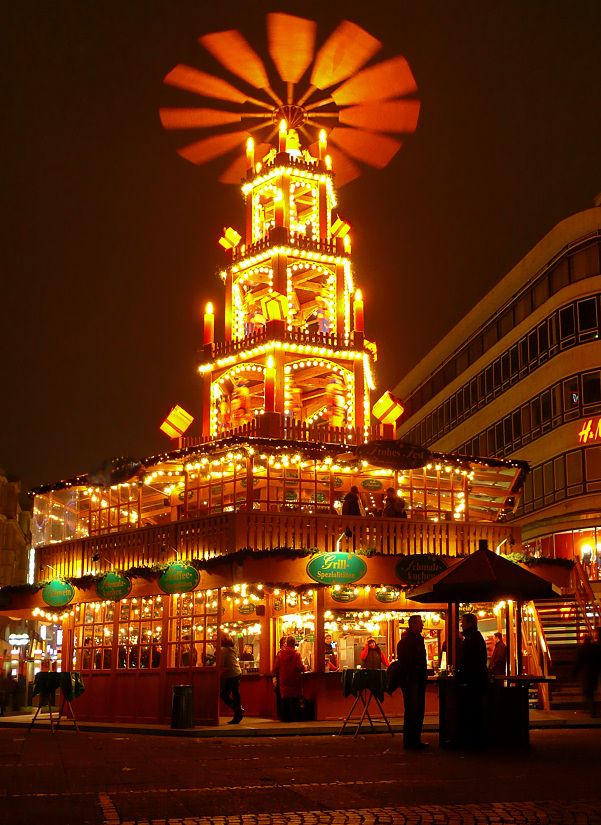
Glühwein- und Imbissbude in einer Pyramide im Zentrum von Hannover

### Großpyramiden im Erzgebirge und den angrenzenden Regionen
Bis in die 1930er-Jahre blieben Weihnachtspyramiden ausschließlich häuslicher Weihnachtsschmuck, der in den Wohnstuben oft einen besonderen Platz hatte. Überlieferungen zufolge hatte der letzte, im Ruhestand lebende Frohnauer Steiger Traugott Pollmer 1926 die Idee, eine „Pyramide für Alle“ im Freien aufzustellen. 1931, drei Jahre nach Pollmers Tod, begann die Arbeit an der ersten Freilandpyramide des Erzgebirges unter der Regie des Schnitzvereins von Frohnau bei Annaberg-Buchholz und in Zusammenarbeit mit ortsansässigen Handwerkern, Gemeinderat und dem Kunstschnitzer Paul Schneider. Nach ihrer Fertigstellung wurde die Frohnauer Pyramide am 17. Dezember 1933 feierlich eingeweiht. Die Pyramide wurde zwei Jahre danach wieder abgebaut, über den Verbleib ist nichts bekannt. Ein verkleinerter Nachbau befindet sich heute in der Weihnachtszeit im Rathaus von Annaberg-Buchholz. Die älteste erhaltene und noch betriebene Freilandpyramide ist die sogenannte Krauß-Pyramide in Schwarzenberg aus dem Jahr 1933/34. Ihr Gerüst besteht wie die 1935 erbaute Pyramide von Aue aus Metall.
Bis in die 1950er Jahre gab es im Erzgebirge 10 Ortspyramiden, sie waren noch die Ausnahme. Die vermehrte Ausbreitung begann in den 1960er Jahren (+ 16) und in den 1970er Jahren (+ 58). Nach der politischen Wende begann 1990 ein Boom – fast jeder Ort im West- und Osterzgebirge baute sich eine Ortspyramide, deren Einweihung dann jeweils festlich begangen wurde. Seit der Wende breitet sich dieser Weihnachtsbrauch immer weiter aus. Die Anzahl der Ortspyramiden im Erzgebirgskreis betrug Ende des Jahres 2014 150 Stück. Hinzu kommen viele Anlagen im Osterzgebirge, im Landkreis Mittelsachsen, im Landkreis Zwickau, in der Stadt Chemnitz und im Vogtlandkreis. Einige dieser Großpyramiden sind ganzjährig aufgestellt. 2014 wurde die bislang weltweit größte Weihnachtspyramide in Johanngeorgenstadt errichtet.

### Großpyramiden in anderen Orten Deutschlands
Auch außerhalb des Erzgebirges hat sich das Aufstellen von Großpyramiden eingebürgert. Die Pyramide auf dem Dresdner Striezelmarkt wurde von einer Firma in Gahlenz hergestellt und galt bei ihrer Aufstellung 1997 als größte Pyramide der Welt. In Berlin-Mitte dreht sich eine Pyramide auf dem Weihnachtsmarkt vor dem Roten Rathaus, die seit über 20 Jahren aufgestellt wird und ebenfalls im Erzgebirge angefertigt wurde.
In der niedersächsischen Stadt Bad Bentheim steht eine Weihnachtspyramide, die aus der erzgebirgischen Partnerstadt Wolkenstein stammt. Sie ist als Dankeschön für die Spende von zwei modernen Feuerlöschzügen entstanden. In anderen Bundesländern wie Bayern, Thüringen und Sachsen-Anhalt existieren von lokalen Handwerkern geschaffene Ortspyramiden mit Figuren mit regionalem Bezug. Seit 1994 wird in der Stadtmitte von Hannover eine Weihnachtspyramide zur Adventszeit als touristische Attraktion aufgebaut; sie wurde im Laufe der Jahre jeweils durch eine größere ersetzt und stellte im Jahr 2014 mit 18 Metern Höhe die größte begehbare Weihnachtspyramide der Welt dar.